# Автомат (оръжие)
Вижте пояснителната страница за други значения на Автомат.
Автоматът е индивидуално автоматично огнестрелно оръжие, предназначено за поразяване живата сила на противника в близък бой и използващо специално разработени патрони с намалени, в сравнение с карабините калибър и мощност. На запад този тип оръжие се нарича щурмова винтовка. Автоматът е стандартно оръжие за пехотата в съвременното военно дело.

## Предистория
Първият модел автоматична пушка е създаден в Русия през 1913 г. от В. Г. Фьодоров. Този модел има собствена конструкция. През 1916 г. той вече създава нов модел, стрелящ с японски патрони за пушка, калибър 6.5×50 mm SR Arisaka.
Предпоставка за разработката на новия тип оръжие под промеждутъчния между карабинния и пистолетния патрон става прекалената мощност на карабинните патрони, водеща след себе си:
- излишна далекобойност на стрелбата (куршумът съхранява пробивната си сила далеч зад предела на прицелното разстояние);
- висока цена на единичния патрон (по-голям разход на метал и барут);
- силен откат при стрелба, влошаващ прицела и водещ до умора на стрелеца и съответно предизвикващ нужда от утежняване на оръжието, за да компенсира отката, което увеличава стойността на оръжието.
- голямата маса на патрона намалява количеството муниции, което стрелецът може да носи със себе си.

В добавка към това опитът от Първата световна война показва, че е много важна скорострелността на оръжието. Опитите да се създаде оръжие с висока скорострелност, довеждат до създаването на картечни пистолети и автоматични пушки с патрони от предишния образец. Недостатък на първите станва излишно високия темп на стрелба, малката ефективност на далечината на поражение, ниска точност (заради използването на пистолетни патрони). Недостатък на втория тип става излишната сложност на механизмите, свързана с необходимостта да се компенсира прекалената мощност на отката на карабинния патрон.

## Поява на автомата
Затова през Втората световна война, в хода ѝ започват разработки на оръжия с нов, промеждутъчен (между пистолетен и пушечен) тип патрон. Първи до концепцията за високоскорострелно оръжие с по-слаб от пушечния пратрон достигат германците. През 1943 г. германците пускат в серийно производство щурмовата пушка МП-43 за патрон 7,92х33 (7,92 Kurz), а през 1944 г. Stg-44. В СССР промеждутъчният патрон М-43 (7,62х39), е конструиран през 1943 г., но първоначално той се използва при оръжията по конструкция на А. И. Судаев, изпълнени по схемата със свободния затвор (аналогично на картечните пистолети). През 1946 г. конструкторът-оръжейник Михаил Калашников предлага своя модел, приет на въоръжение през 1947 г. под марката АК-47. След това оръжия за промеждутъчен патрон са разработени и в други страни.
Две десетилетия след войната американците разработват нов малокалибрен промеждутъчен патрон – 5,56х45 (НАТО стандарт STANAG 4172, срещан и като .223 Rem) използваният тогава и сега в САЩ 7,62х51 NATO е по-скоро пушечен по параметри отколкото промеждутъчен и се оказва неподходящ във Виетнамската война с пушка М14, съответно разработват за патрона 5.56 щурмова пушка M16 (автомат). Това дава възможност на боеца да носи почти двойно по-голямо количество патрони и да повиши точността при стрелба (особено автоматична). Поставен въпроса за замяна на стария 7,62×39 mm с нов малокалибрен патрон с централно възпламеняване и в страните от Варшавския договор – разработва се патронът 5,45х39. От новите създадени образци оръжия, най-популярни станали автоматите по системата на М. Т. Калашников АК-74.

## Съвременни автомати
Съвременните автомати имат калибър 5,45 – 7,62 мм, маса 2,5 – 4,5 кг, темп на стрелба 600 изстр./мин и повече, обхват т.е. далечина на действителния прицелен огън до 400 м (т.е. голяма вероятност за сигурно поражение на целта), прицелни прибори до ~ 1000 м което се явява по скоро максимална дистанция на която проектила все още носи достатъчно енергия а не реален обхват поради голямото отклонение на такава дистанция. За водене на ръкопашен бой към някои модели автомати се присъединява щик.
| Име       | Държава      | Начало производство или година приемане на въоръжение | Патрон (калибър, мм/дължина гилза, мм) | Дължина, мм | Дължина ствол | Маса, кг | Вместимост пълнител | Вид на огъня (е – ед., а – авт.) | Темп на стрелба, мин-1 | Прицелно разст., м | Начална скорост на куршума |
| --------- | ------------ | ----------------------------------------------------- | -------------------------------------- | ----------- | ------------- | -------- | ------------------- | -------------------------------- | ---------------------- | ------------------ | -------------------------- |
| АК-47     | СССР         | 1947                                                  | 7,62×39                                | 870         | 410           | 3,8      | 30                  | е/а                              | 600                    | 800                | 710                        |
| АКМ       | СССР         | 1959                                                  | 7,62×39                                | 880         | 415           | 3,8      | 30                  | е/а                              | 600                    | 800                | 715                        |
| АК-74     | СССР         | 1974                                                  | 5,45x39                                | 940         | 415           | 3,3      | 30                  | е/а                              | 600                    | 1000               | 900                        |
| AO-63     | СССР         | 1986                                                  | 5,45x39                                | 890         | 415           | 3,7      | 30                  | е/а                              | 850 – 6000             | 1000               | 900                        |
| АУГ       | Австрия      | 1978                                                  | 5,56×45                                | 790         | 508           | 3,6      | 30                  | е/а                              | 680                    | 800                | 970                        |
| М16А1     | САЩ          | 1968                                                  | 5,56×45                                | 990         | 508           | 2,91     | 30                  | е/а                              | 850                    | 500                | 990                        |
| М16А2     | САЩ          | 1982                                                  | 5,56×45                                | 1000        | 510           | 3,6      | 20 или 30           | е/фиксиран откос/а               | 800                    | 800                | 950                        |
| Sa vz. 58 | Чехословакия | 1959                                                  | 7,62×39                                | 845         | 390           | 2,91     | 30                  | е/а                              | 800                    |                    | 705                        |